# 辰巳館
浅虫温泉辰巳館（あさむしおんせんたつみかん）は、青森県青森市浅虫温泉にある旅館である。

## 概要

### 施設の概要
本館と新館がある。部屋数は26室。

### 交通アクセス
浅虫温泉駅より徒歩3分

### その他
館内には鈴木正治の彫刻と絵が飾られている。
晴天時の夜は、中庭に小型ねぶたが出陣する。（冬季は除く）

## 周辺
- 浅虫温泉駅
- 浅虫ヨットハーバー
- 道の駅浅虫温泉
- サンセットビーチあさむし